# Simon Pursl
Simon Pursl (Praga, 29 de enero de 1997) es un jugador de baloncesto checo. Con una altura oficial de dos metros y tres centímetros, juega en las posiciones de ala-pívot y pívot.

## Trayectoria deportiva
Formado en las categorías inferiores del Sparta de Praga, llegó en 2012 para jugar en categoría junior con el Basket Zaragoza. Finalizada dicha etapa junior, firmó su primer contrato profesional en la temporada 2015/16 con el CAI Zaragoza, club de la Liga ACB española, formando parte del equipo filial de la Liga LEB Plata, Simply El Olivar, donde fue uno de los jugadores destacados de la competición.
En la temporada 2016/17 se hace un hueco en el Tecnyconta Zaragoza de la Liga ACB española.